# سيباستيان أولسون
سيباستيان أولسون (31 ديسمبر 1992 بالسويد - ) هو لاعب كرة قدم سويدي في مركز الوسط. لعب مع نادي خوفدة الرياضي العام ونادي هكن ونادي ديجرفورس.

## وصلات خارجية
- سيباستيان أولسون على موقع اتحاد السويد (السويدية)
- سيباستيان أولسون على موقع قاعدة بيانات كرة القدم.إي يو (الإنجليزية)
- سيباستيان أولسون على موقع Soccerway.com (الإنجليزية)